# Rue Achille-Domart
La rue Achille-Domart à Aubervilliers, en France, est une voie de circulation du centre-ville.

## Situation et accès
Orientée d'ouest en est, elle croise la rue du Docteur-Pesqué et se termine dans l'axe de la rue de la Nouvelle-France.
Elle est accessible par la station de métro Mairie d'Aubervilliers.

## Origine du nom

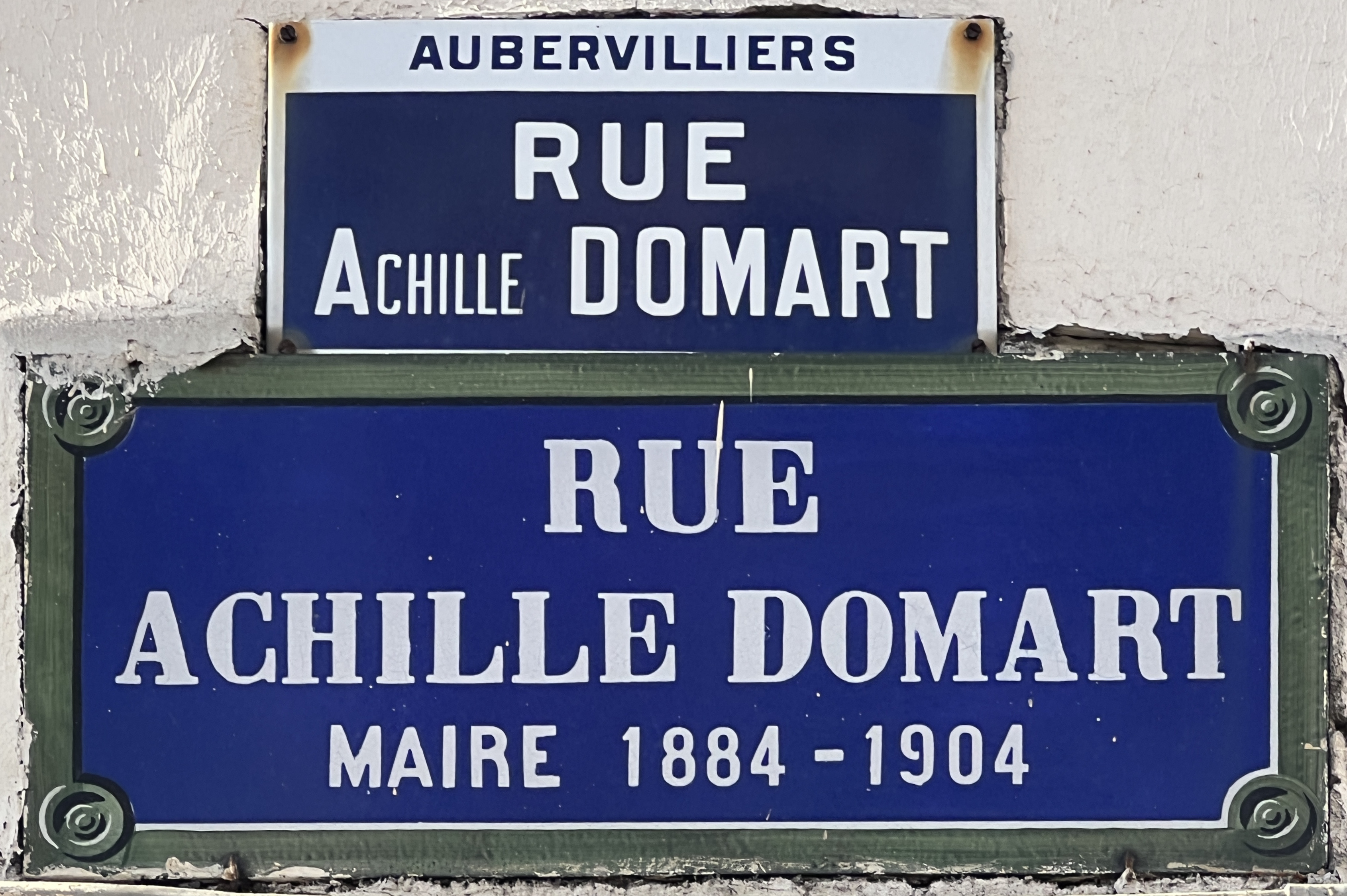
Plaques Rue Achille Domart

Cette rue a été nommée en hommage à Achille-Évariste Domart, maire de la ville de 1884 à 1904,.

## Historique

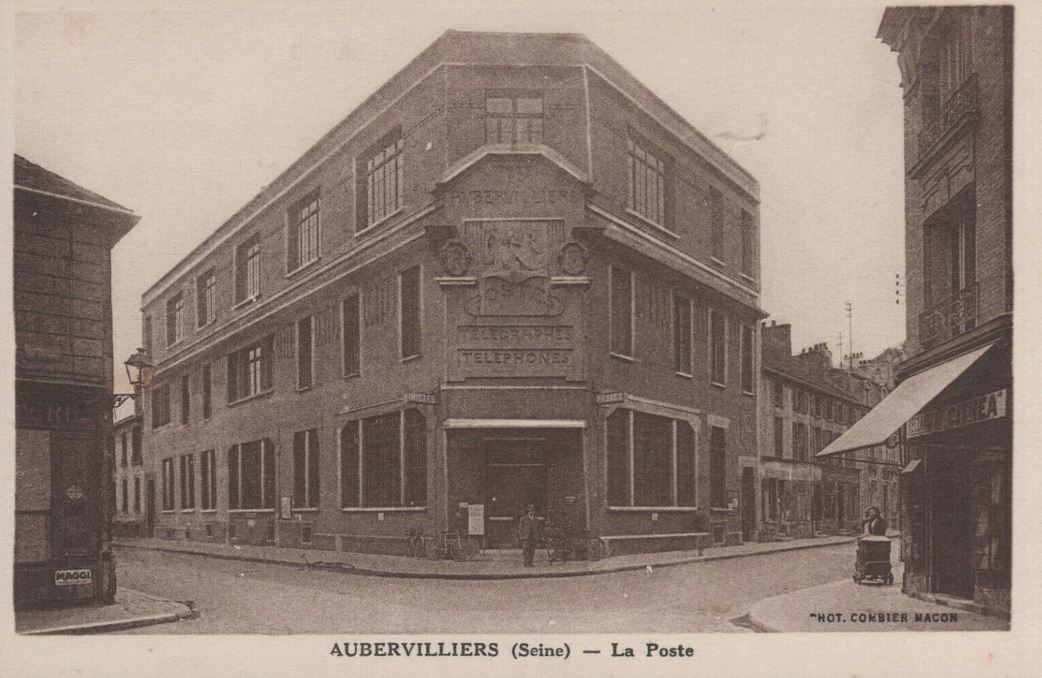
Aubervilliers, ancienne poste.

Le dimanche 20 août 1944, lors de la Libération de Paris, Roger Colas est tué devant le no 23.

## Bâtiments remarquables et lieux de mémoire
On y construisit en 1927 le bureau de poste de la ville, dans le style Art déco, et dont l'indicatif était FLAndre. Rénové au cours de l'année 2010, il est renommé « le Domart », et accueille des logements et des commerces.  

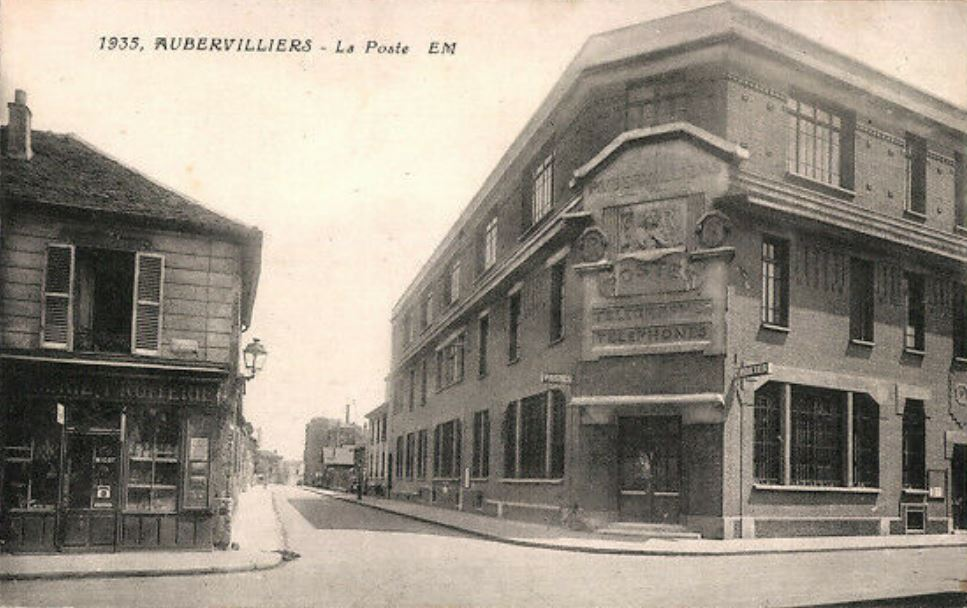
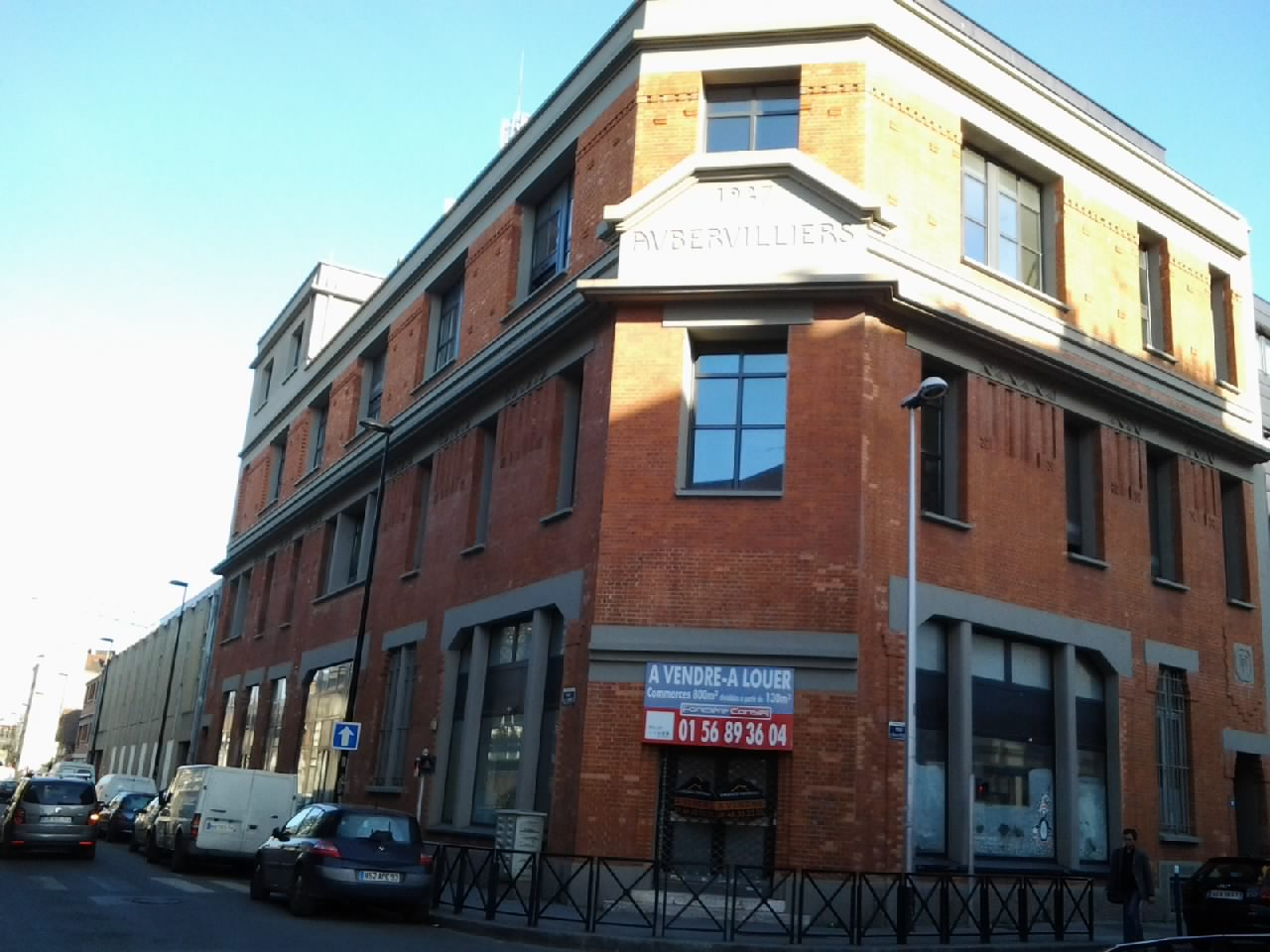